# Viola thomsonii
Viola thomsonii là một loài thực vật có hoa trong họ Hoa tím. Loài này được Oudem. miêu tả khoa học đầu tiên năm 1867.